# SUNPU博'89
SUNPU博'89（すんぷはく'89）は、1989年（平成元年）に静岡県静岡市で、静岡市制100周年と駿府城築城400年記念を記念して開催された地方博覧会。
テーマは、人と歴史、そしてその未来――すんぷ。

## 概要
1980年代後半のバブル景気と市制施行から100周年を背景に起こった「地方博ブーム」のピークに行われた。共催の静岡市は、2003年に清水市と新設合併し、2005年に政令指定都市に移行した。

## 入場料
|                    | 大人    | 高校生  | 小中学生 | 幼児  | シルバー |
| ------------------ | ------- | ------- | -------- | ----- | -------- |
| 前売入場券         | 1,500円 | 800円   | 600円    | 200円 | 800円    |
| 当日普通入場券     | 1,800円 | 1,000円 | 800円    | 400円 | 1,000円  |
| 福祉入場券         | 900円   | 500円   | 300円    | －    | 500円    |
| 一般団体入場券     | 1,500円 | 800円   | 600円    | 200円 | 800円    |
| 学校団体割引入場券 | －      | 500円   | 300円    | 100円 | －       |

## パビリオン
駿府館（天守閣ミュージアム）
- テーマ：今日に生きる家康公と駿府
- 外観は高さ17.2mの駿府城天守閣（実物の1/2）を再現している。
- 徳川家康時代に諸外国の使節が訪問していた当時の駿府の姿を、オランダ国王のメッセージなどをはじめとする多くの資料で紹介展示。
- 徳川家康の等身大ロボットと映像による家康公の紹介や、家康の遺品の展示、江戸時代の女性の化粧道具や衣装の展示など。

静岡未来館
- 入り口は静岡市庁舎のドーム「あおい塔」で、最初のゾーン「静岡100年グラフティ」では静岡100年の歴史を展示し、「メッセージゾーン」では未来へのメッセージをつめこむタイムカプセルや静岡ゆかりの著名人のメッセージを展示する。
- 「フューチャーゾーン」では、ミラー貼りの空間にレーザーや音や光で未来的映像パフォーマンスを繰り広げる「スルー・ザ・フューチャー」を上映。他にも、「紙の建築」や「未来郵便局」、子供たちから寄せられた絵や作品を展示する「SIZUOKA-21」など。
- 「NHKハイビジョンシアター」では、静岡の美しい四季を紹介する「美しい静岡の四季―光と風の詩―」を上映する。

しずぎんIMAXシアター
- 協賛：静岡銀行
- カナダのIMAX社が開発した大型映像システムで、人類の大空への挑戦をテーマにした映画「TO FLY」を上映する。

静岡ガスアニメシアター
- 協賛：静岡ガス
- 外観は様々な国の国旗をデザインしたドーム型パビリオン
- ロボットのロボリンと犬のスメル、うさぎの少女ポプリンが冒険を繰り広げるアニメーション「ロボリンの大冒険」を上映。

JR東海館
- 出展：JR東海
- 「JR東海シアター」では、3D映像と3面マルチスクリーンを合わせた映像で、自転車に乗った少女を主人公に、JR東海の旅のストーリーを上映する。
- 「わくわく広場」では、走るリニアエクスプレスの模型や鉄道模型ジオラマ、車両モックアップ「スーパーひかりモデル」、運転シミュレーター、オレンジショップなどがある。

テクノ電力館
- 協賛：中部電力
- 黄色のドーム型パビリオン。最初のゾーン「エジソンワールド」では、トーマス・A・エジソンの紹介と、彼の発明した発電機、蓄音器、X線電球、映写機、トーキングドールなどを展示する。
- 人間とエネルギーの関わりを紹介する「エネルギーマジックショー」、赤外線センサーでメロディが鳴る「ピアノロード」、自転車をこいで発電してレーシングカーを動かす「発電レース」などがある。
- 3Dミニシアターでは、子犬のタローの冒険を3D映像で上映する。

ヨーロッパ名画館
- ヨーロッパの絵画の巨匠たちの名画を展示する。
- 主な作品：ゴッホ「あざみの花」　ゴーギャン「小屋の前の犬」　シャガール「村のパン屋」　セザンヌ「静物」　ドガ「休息する二人の踊り子」　シスレー「朝のロワン河畔」　ピカソ「母子像」「花売り」　マネ「ベンチにて」　ムンク「犬のいる自画像」　モネ「睡蓮のある池」　マチス「窓辺の女」　ユトリロ「シャップ通りとサクレクール」　ルオー「秋」「グレゴリー」　モジリアニ「横たわる裸婦」　ルノアール「水の中の裸婦」「レースの帽子をかぶった少女」　ルソー「シャラントン・ル・ポン」　ロートレック「ムーラン・ド・ラ・ギャレットにて」

いきいきSUNPU館（集合館）
- MITSUBISHI大画面シアター：200インチのビデオプロジェクターに、話題の人気映画のダイジェストを上映
- NECプレイランド：足踏みでユーラシア大陸横断レースを行うパソコンゲーム「未来大冒険」や、PCエンジンコーナーなど
- 松下電器ブース：おしゃべりもできる似顔絵ロボットや、AV体験コーナーなど
- 富士通パソコンランド：富士通のPCを4台使ったロールプレイングゲームや、新機種コーナー、衛星放送コーナーなど
- 日立グループ：「日立インターフェイスシアター」では、アフリカの動物たちの映像をマルチビジョンで上映
- 沖電気工業：沖電気のパソコンで、何の花か当てるクイズゲームを開催。イメージキャラクター浅香唯の似顔絵コンテストも開催
- （株）静岡ケーブルネットワーク　テレトピア静岡推進協議会：都市型ケーブルテレビの紹介など
- （株）コミュニケーションしずおか：パソコン通信システムの実演や、ビデオテックス通信システムによるゲームなど

バザール館
- 世界中の珍しい品々をショッピングできる。出店は松坂屋静岡店、西武百貨店静岡店、静岡伊勢丹、新静岡センター。
- 16面のマルチビジョンで、静岡の地場産業と観光を紹介する。伝統工芸士による実演や伝統工芸品、民芸品の展示など。
- 異業交流グループによる「生活提案コーナー」や、「イベントステージ」もある。

## 施設
プレイランド
- 主な遊具：スーパースイング、サファリペット、ピーターパン、ドラゴンコースター、バッテリーカー、メリーゴーランド、サイクルモノレール、サイクルコースター、豆汽車、お化け屋敷、ゲームコーナー、ダウンタウン、ミニジェット

東海道22次・宿場町
- 江戸時代の東海道の宿場町を再現し、食べ物の店が並び、大道芸や物売りのパフォーマンスなどを繰り広げる。
- 「弥次喜多館」では、22次の特産品や観光地を紹介する。

駿府城下町
- 江戸時代当時の城下町を再現し、静岡の伝統工芸品や民芸品のお店が立ち並ぶ。周防の猿廻しや南京玉すだれなどの大道芸などのパフォーマンスも行われる。
- 芝居小屋ではチャンバラ映画を連日上映する。他に忍者屋敷もある。

一部の仮設建物、静岡市葵区平野に移築して農産物加工直売所「真富士の里」として約20年使用された。

## イベント
会場パフォーマンス
- 大神楽、ガマの油売り口上、バナナの叩き売り、周防の猿廻し、南京玉すだれ、しんこ細工、飴細工、路上パフォーマンス、町を流すパフォーマンス

イベント広場
《3月》
- オープニングショー　ゲスト：海老一染之助・染太郎、寺内タケシとブルージーンズ（18日）
- SBS歌謡ベストテン・SUNPU博スペシャル　ゲスト：松本伊代（19日）
- けんみんテレビ・夢のカラオケグランプリ・グランドチャンピオン大会　ゲスト：内山田洋とクールファイブ、小野和子（20日）
- SUNPU博ライブ　カルロストシキ&オメガトライブ（21日）
- NHK/FMリクエストアワー・ヤングステージIN SUNPU ゲスト：渡辺美奈代、Broken Check（25日）
- SUNPU博アイドルステージ　ゲスト：BaBe、DARTS（26日）

《4月》
- SUNPU博'89カラオケのど自慢大会予選　ゲスト：ビジーフォースペシャル（1日）
- SBS歌謡ベストテン・SUNPU博スペシャル　ゲスト：新田恵利、姫乃樹リカ（2日）
- 春の民謡まつり　ゲスト：山本譲二、岸千恵子ほか）（3、4日）
- SUNPU博ライブ　いんぐりもんぐり（9日）
- SUNPU博'89・カラオケのど自慢大会予選　ゲスト：ロスインディオス（15日）
- SBS歌謡ベストテン・SUNPU博スペシャル　ゲスト：少女隊、佐野量子（16日）
- SUNPU博ジャズ　世良譲トリオ&鈴木史子（22日）
- 90全日本きものの女王コンテスト・静岡県代表選出大会　ゲスト：ビリーバンバン（23日）
- SUNPU博ライブ　SUNPU博デキシーランドジャズ　ゲスト：TOPS　杉本廉太郎とショウボート（29, 30日）
- SBS歌謡ベストテン・SUNPU博スペシャル　ゲスト：酒井法子（30日）

《5月》
- 歌謡ショー&89全日本きものの女王　ゲスト：瀬山裕子、苅谷えり子、欠優子（きものの女王）（2日）
- 童謡フェスティバル　ゲスト：中田喜直、田中星児、真理ヨシコ（3日）
- SUNPU博ライブ　ゲスト：池田聡（4日）
- 仮面ライダー・TinBinショー（5日）
- SUNPU博ライブ　ゲスト：スターダストレビュー（6日）
- SBS歌謡ベストテン・SUNPU博スペシャル　ゲスト：MINAKO with WILD CATS（7日）
- シャンソン：南条桂（8日）
- 静岡大学&川田真鈴ジョイントコンサート（11日）
- SUNPU博'89カラオケのど自慢大会決勝　ゲスト：ペドロ&カプリシャス（13日）
- SBS歌謡ベストテン・SUNPU博スペシャル　ゲスト：西村知美（14日）
- 若手演歌・こころの歌　ゲスト：大橋立司、宇佐美利佳、吉添三洋（15日）
- NHK/FMリクエストアワー・ヤングステージIN SUNPU　ゲスト：B'z、国実百合（20日）
- SUNPU博ファイナルロック　ゲスト：ラッツ&スター（21日）

## 参考資料
- 静岡駿府博共同企業体 編『静岡駿府博覧会記録集』静岡100年委員会、1990年3月。全国書誌番号:90035115。
- 静岡駿府博共同企業体 編『Sunpu博89公式ガイドブック』静岡100年委員会、1989年3月。全国書誌番号:90010868、駿府城築城400年記念。
- SUNPU博'89　パンフレット各種